# Янгфельдт, Бенгт
Бенгт Янгфельдт (швед. Bengt Jangfeldt; 22 ноября 1948, Стокгольм, Швеция) — шведский литературовед-русист, переводчик и издатель. Профессор кафедры славистики Стокгольмского университета, в 1989—2000 годах — редактор журнала «Artes», издаваемого совместно Королевской академией музыки, Королевской академией свободных искусств и Шведской академией.

## Биография
Б. Янгфельдт является автором ряда книг и исследований, посвящённых русской литературе и изданных в Швеции и за рубежом, в том числе составителем переписки В. В. Маяковского и Л. Ю. Брик «Любовь — это сердце всего», опубликованной в 1982, 1986 и 1991 годах на русском и английском языках.
Был редактором журнала «Русское культурное обозрение», выходившего четыре раза в год и знакомившего читателей с русской литературой и культурой.
Был многолетним другом и издателем Иосифа Бродского, перевёл на шведский несколько его стихотворений и пьесу «Мрамор», также является автором мемуаров о поэте.
Жена — актриса и певица Елена Янгфельдт-Якубович. Дочери Сара и Габи.
В некоторых публикациях обвиняется в том, что присвоил четыре картины Казимира Малевича, принадлежавших Н. И. Харджиеву.

## Награды и премии
- Дважды лауреат одной из главных литературных премий Швеции — Августовской премии, в 1998 году за книгу «Шведские пути в Санкт-Петербург» и в 2007 году за книгу «Ставка — жизнь: Владимир Маяковский и его круг».
- Лауреат премии Лэнгманского фонда культуры.